# Národní park Ústí Warty
Národní park Ústí Warty (polsky Park Narodowy Ujście Warty) je nejmladší z 23 polských národních parků. Byl založen 19. června 2001 v Lubušském vojvodství u hranic mezi Polskem a Německem na dolním toku řeky Warty u jejího soutoku s Odrou.
Národní park s rozlohou 80,38 km² vznikl na území přírodní rezervace Słońsk založené v roce 1977 a na části území krajinného parku Ústí Warty založeného v roce 1996. Účelem ochrany je výskyt unikátních mokřadů, rozsáhlých luk a pastvin, které poskytují jedno z nejvýznamnějších hnízdišť vodního ptactva v Polsku. Část parku (7,956 ha) je chráněna Ramsarskou úmluvou.
Správa národního parku sídlí v obci Chyrzyno nedaleko Kostrzyna nad Odrou.

## Vodstvo
Řeka Warta dělí park do dvou částí: jižní část, ve které se nachází původní rezervace Słońsk, a severní část, tzv. Severní polder. V jižní části dosahují roční změny úrovně hladiny rozdílu až 4 metrů, vytváří se zde rozsáhlá sezónní jezera, která zadržují přebytečnou vodu. Hladina zde začíná stoupat obvykle na podzim, ale nejvyšší úrovně dosahuje na jaře v období března až dubna. V severní části, oddělené od Warty hrází, se nachází mnoho vodních kanálů.
Největším levostranným přítokem Warty na území národního parku je řeka Postomia.

## Flóra
Lidská činnost ovlivnila druhové složení zejména v lesních porostech. Naopak, mokřadní oblasti v blízkosti Warty zůstávají ovlivněné jen málo a poskytují tak zajímavý objekt studia pro biology, protože většina velkých říčních údolí v Evropě byla změněna lidmi.

## Fauna
V parku žije 245 druhů ptáků včetně 7–8 druhů kachen. Mezi ohrožené patří 26 druhů. Vyskytuje se tu například chřástal polní, rákosník ostřicový, břehouš černoocasý, jeřáb popelavý, bukač velký, bukáček malý nebo rybák černý. Park je největším polským zimovištěm labutě zpěvné a vyskytuje se zde populace orla mořského.
Kromě ptáků v parku žije 34 druhů savců včetně vydry říční a bobra evropského.

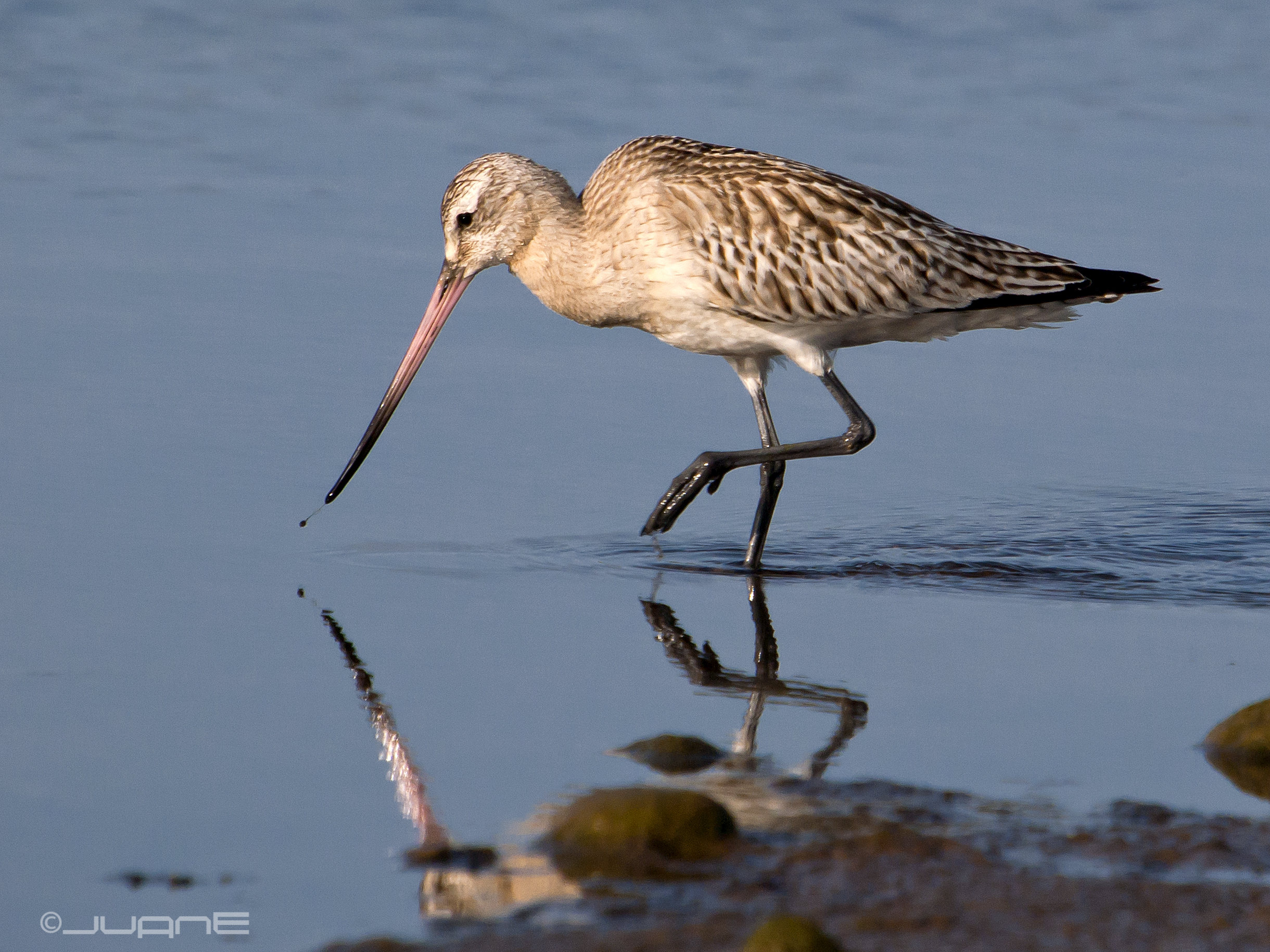
Břehouš černoocasý
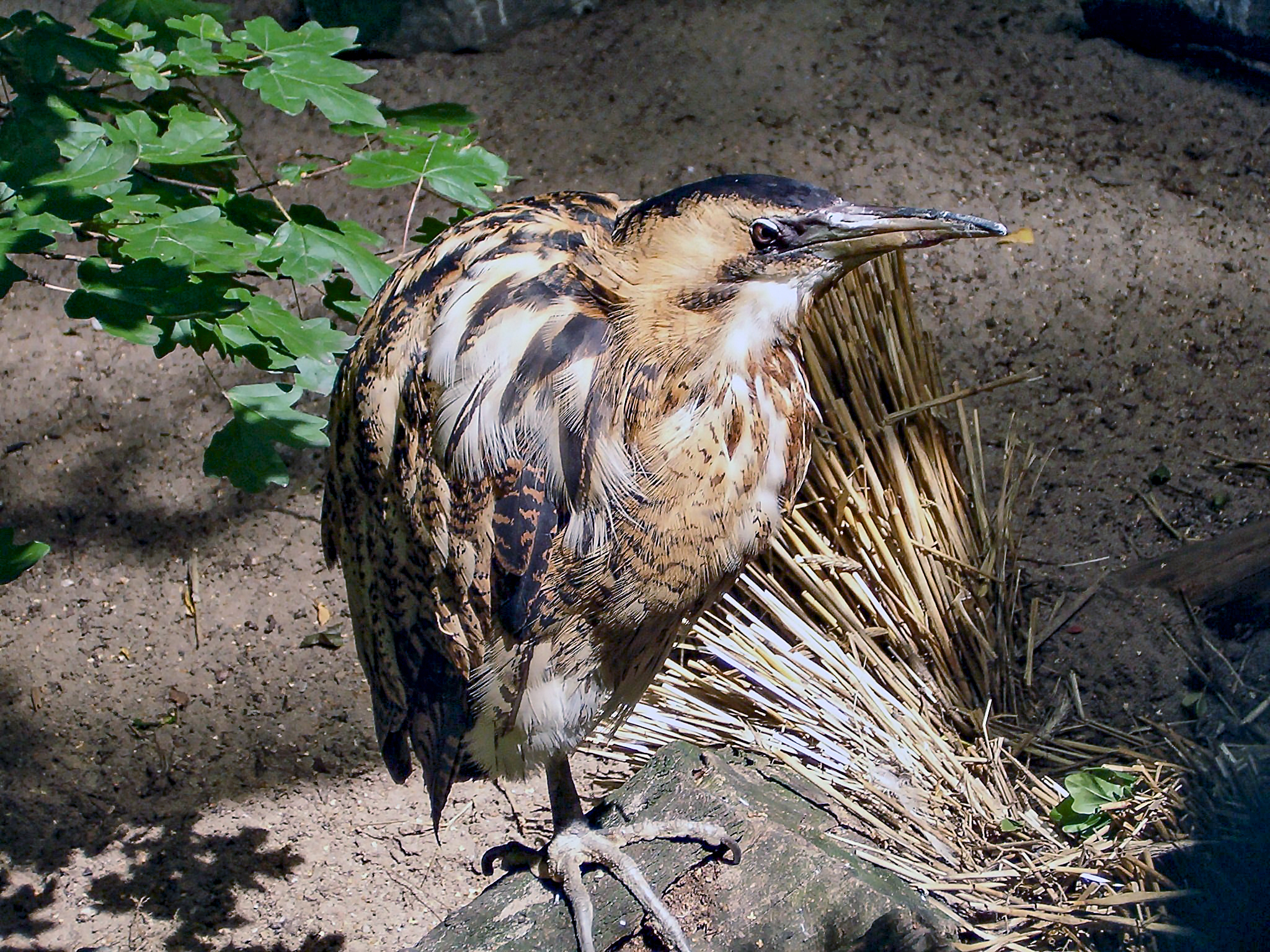
Bukač velký
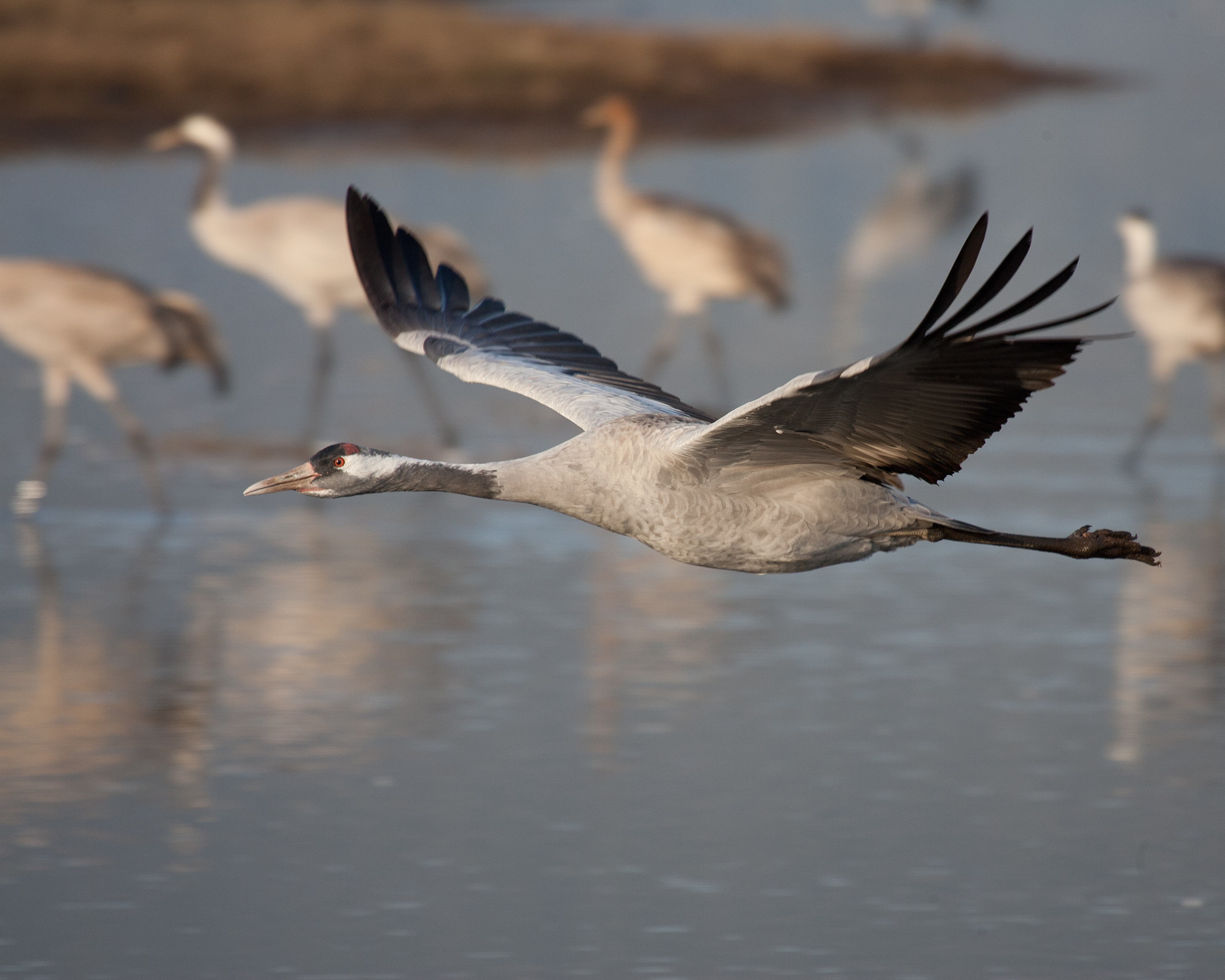
Jeřáb popelavý
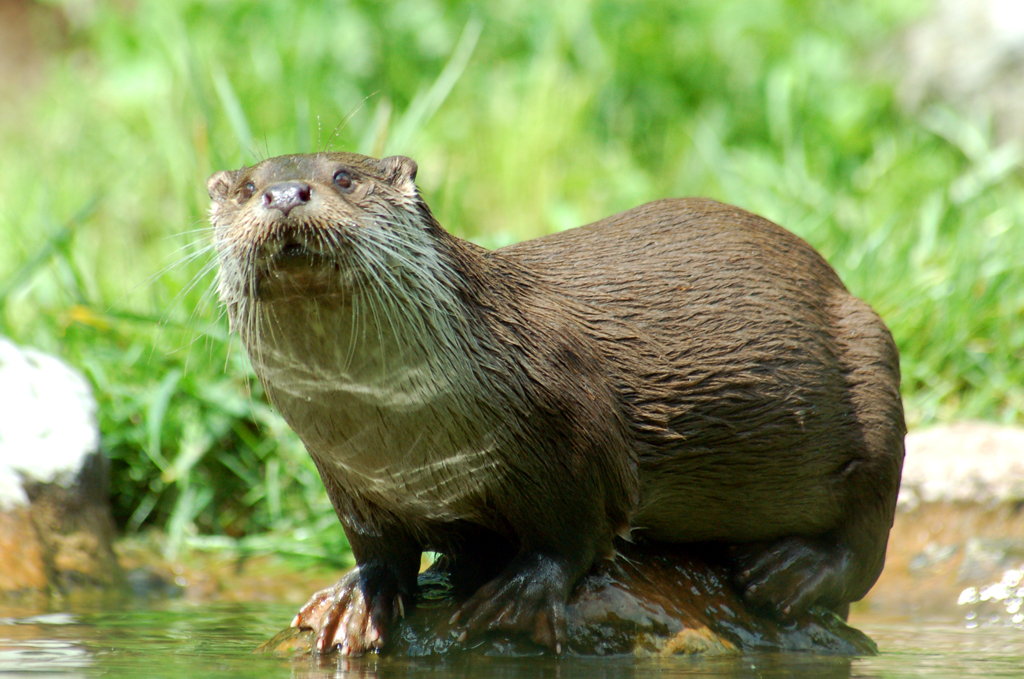
Vydra říční

## Turistika a vzdělávání
Parkem prochází několik značených tras pro pěší turisty (stezka Mokřady nebo Ptačí stezka) a cyklisty (Na dvou kolech přes Severní polder).
Správa národního parku v Chyrzinu provozuje Centrum přírodního vzdělávání, které pořádá kurzy pro žáky a studenty, ornitologické tábory a ekologické dílny.

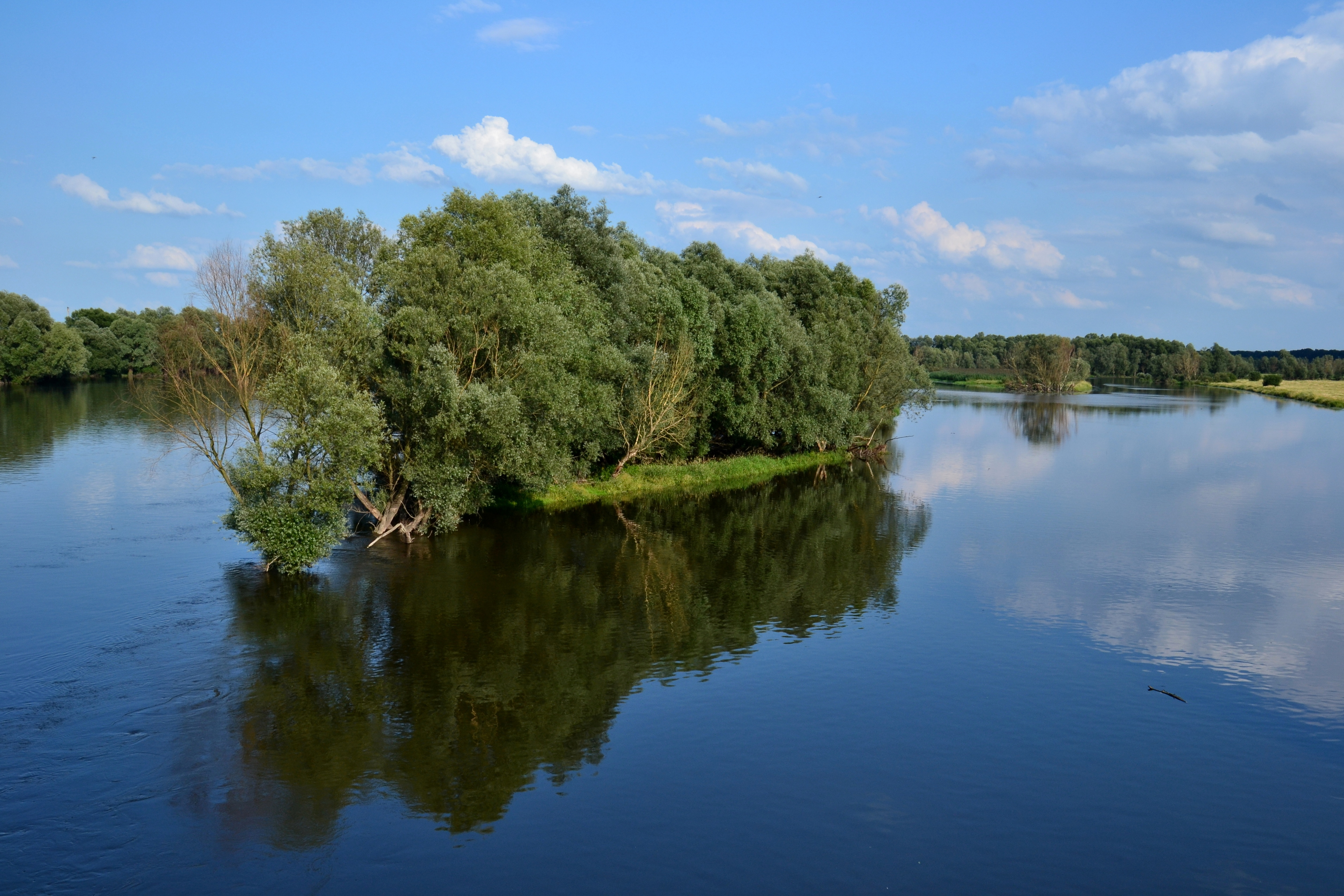
Ostrov v řece Postomia
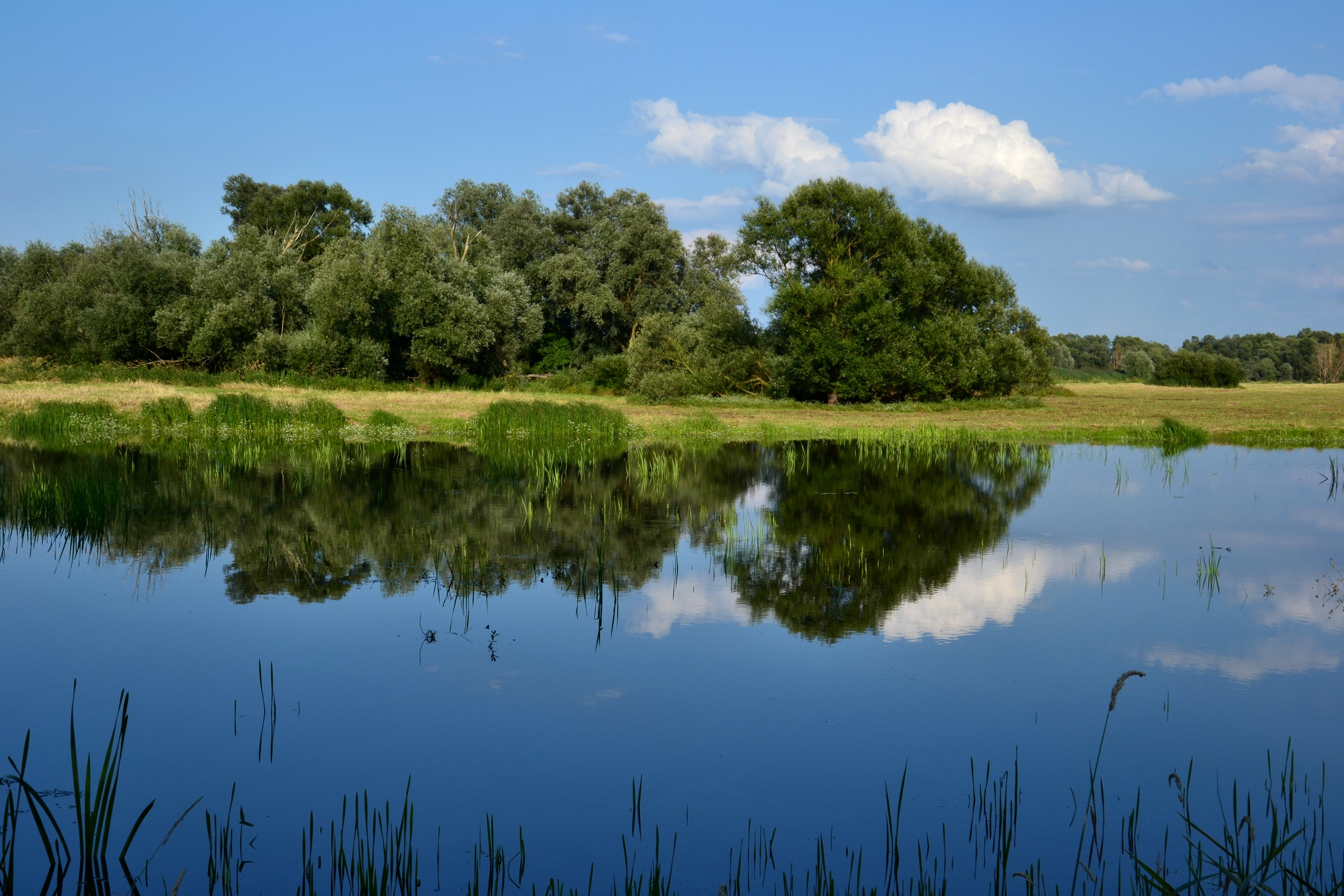
Řeka Postomia
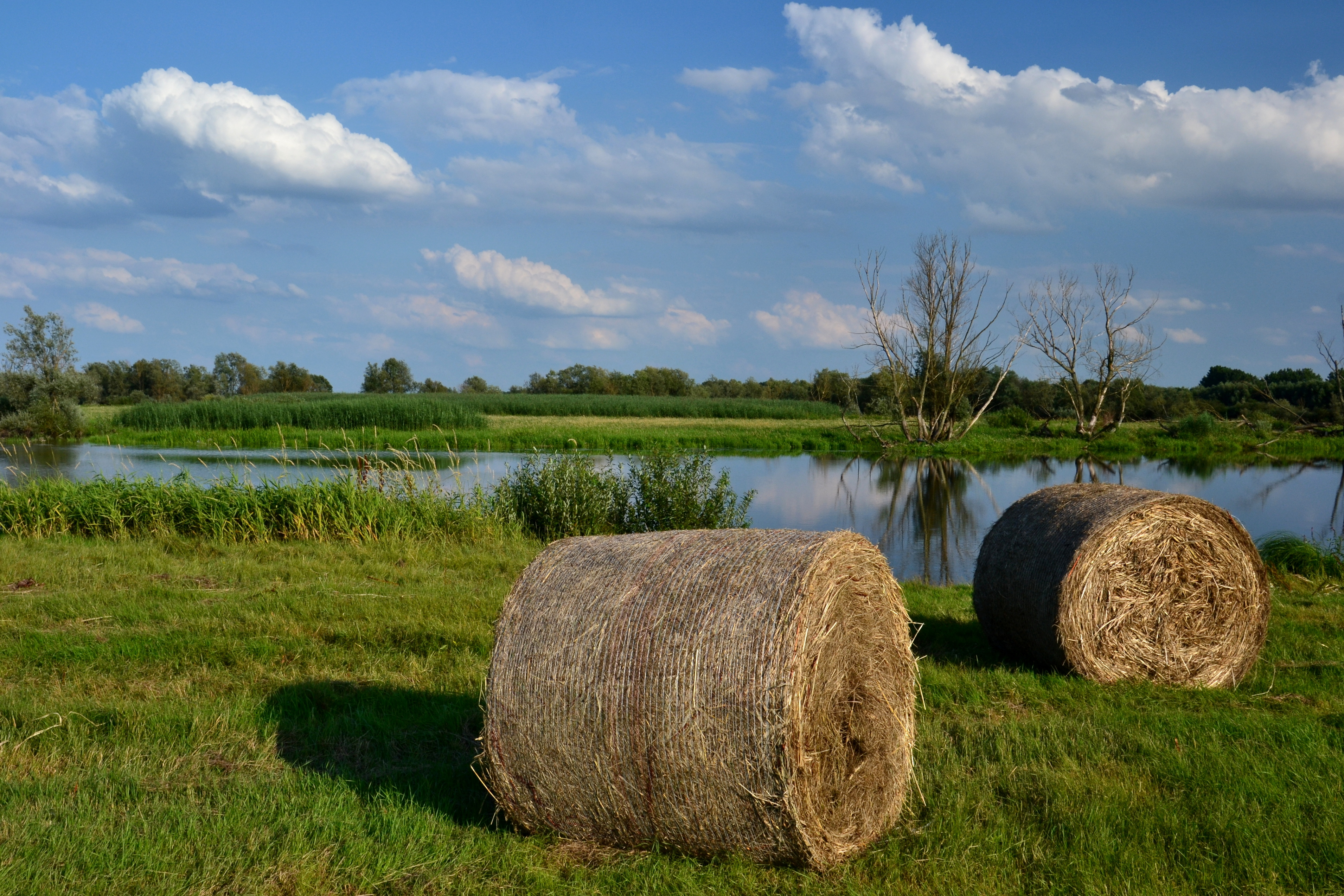
Louky u řeky Postomia
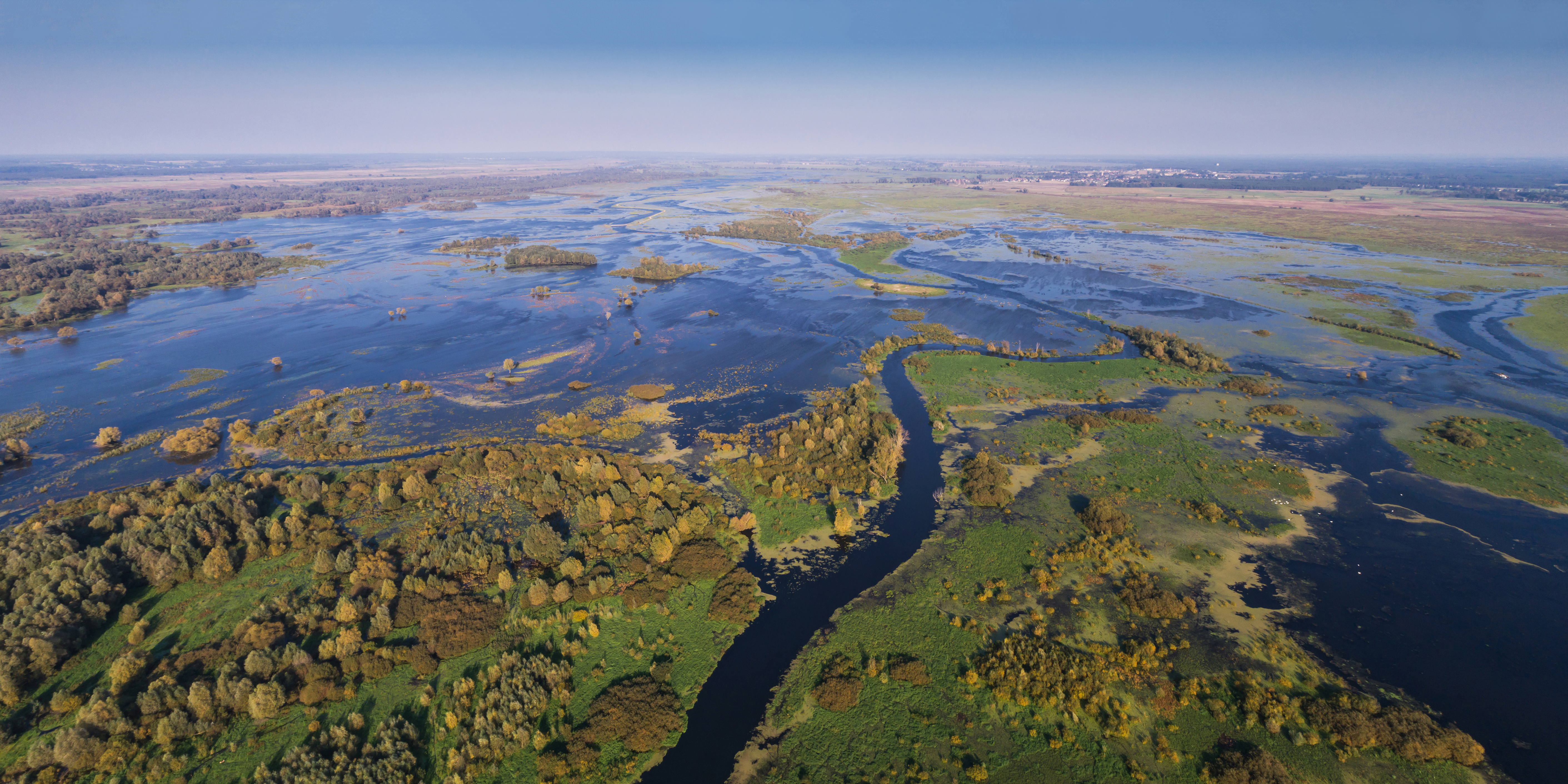
Letecký pohled na ústí